# Democracy Spring

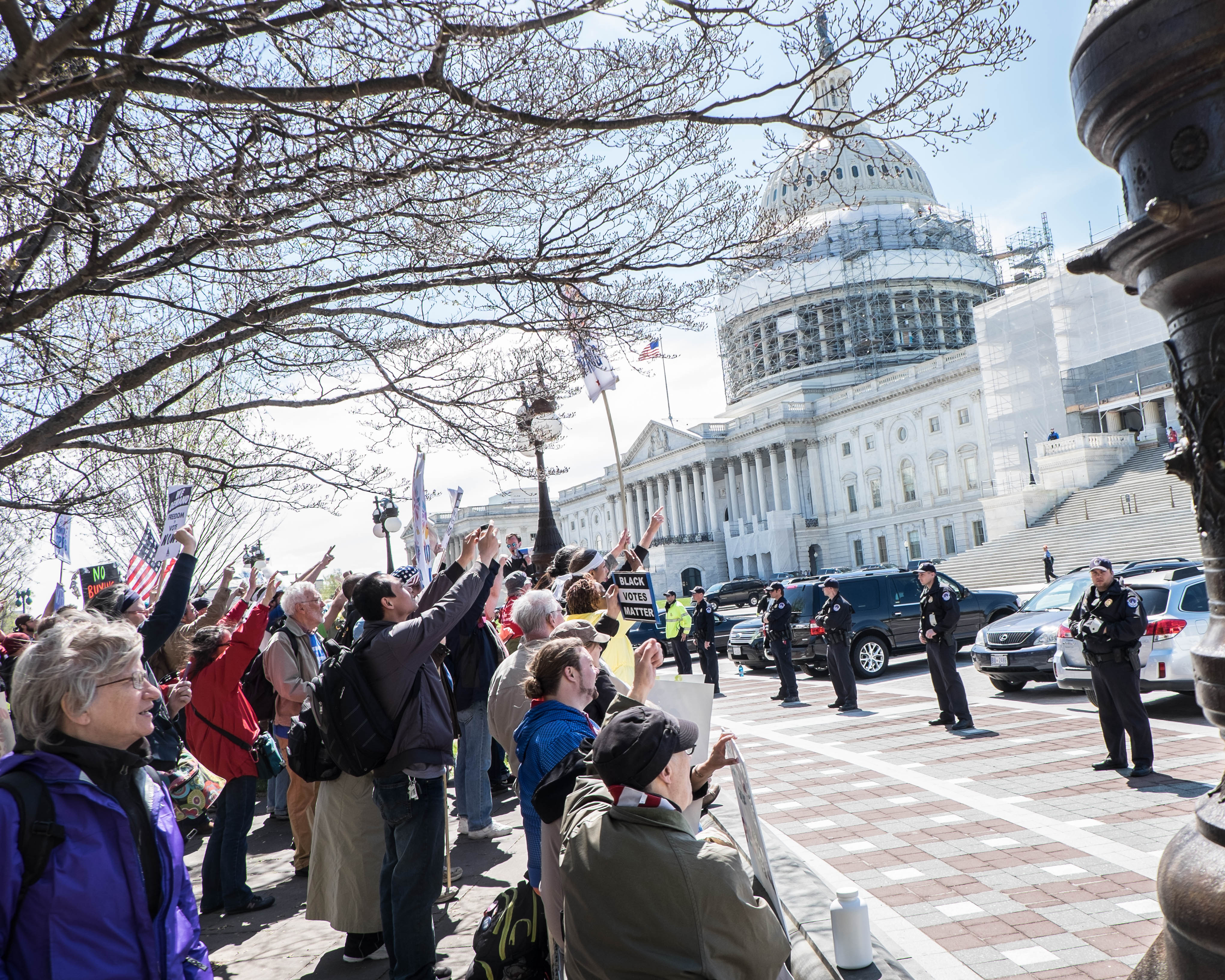
Kapitol 12. dubna 2016

Democracy Spring (česky: Jaro demokracie) je koalice více než sta progresivních skupin (činných v USA nebo mezinárodně) spojených se společným zájmem na federální legislativě, která by redukovala vliv peněz v politice a tím, dle jejích slov „obnovila, aby lidé měli ve vládě hlas“.

## Akce
Skupina 2. dubna 2016 zorganizovala 10denní pochod z Philadelphie do Washingtonu, D.C., kterého se účastnilo asi 3500 lidí. Před budovou Kapitolu potom její členové 11. dubna provedli pokojnou demonstraci. Z asi 600 z nich bylo zhruba 400 zatčeno 1. den a další 3 stovky v dalších dnech.

## Požadavky
Koalice identifikovala a vyhradila si tyto požadavky:
- Schválit zákon Voting Rights Advancement Act (H. R. 2867, S. 1659) ve Sněmovně
- Schválit zákon Voter Empowerment Act (H. R. 12) ve Sněmovně
- Schválit dodatek Democracy For All amendment (H. J. Res. 22, S. J. Res. 5)
- Schválit zákony Government by the People & Fair Elections Now acts (H. R. 20 and S. 1538) ve Sněmovně a Senátu
- Potvrdit nového člena Nejvyššího soudu takového, který by zajistil politickou rovnováhu tím, že by hájil volební práva a ukončil korupci velkých peněz v politice.